# Аркно
Аркно (фр. Arguenos) насеље је и општина у јужној Француској у региону Миди Пирене, у департману Горња Гарона која припада префектури Сен Годан.
По подацима из 2011. године у општини је живело 52 становника, а густина насељености је износила 4,69 становника/km². Општина се простире на површини од 11,09 km². Налази се на средњој надморској висини од 580 метара (максималној 1.895 m, а минималној 517 m).

## Демографија
| 1962. | 1968. | 1975. | 1982. | 1990. | 1999. | 2011. |
| ----- | ----- | ----- | ----- | ----- | ----- | ----- |
| 65    | 68    | 52    | 45    | 48    | 57    | 52    |

График промене броја становника у току последњих година